# ملعب الكلية الحربية
ستاد الكلية الحربية هو ستاد لكرة القدم بالقاهرة ويتسع لعدد 28500 متفرج وهو واحد من ستة ستادات تم اختيارها أثناء كأس الأمم الأفريقية 2006 التي نظمت في مصر. ستبدأ خطة هذا العام (2009) لتطويره بحيث يتسع لـ 65000 متفرج .

## موقعه
يقع ستاد الكلية الحربية على بعد 7 أميال تقريباً من ستاد القاهرة , على الطريق المتجه إلى مطار القاهرة الدولي في شمال شرق منطقة مصر الجديدة.

## تاريخه
تم إنشاء الاستاد عام 1989 للفرق الحربية والطلبة الرياضيين في الكلية الحربية، ولكن بدأ استخدامه أثناء عمليات تطوير لاستاد القاهرة، حيث كانت تلعب فيه بعض المباريات المحلية والدولية، واختير ضمن الاستادات الستة المهيئة لمباريات كأس الأمم الإفريقية 2006.